# Aulo Platorio Nepote
Aulo Platorio Nepote Aponio Itálico Maniliano Gayo Licinio Polión (en latín: Aulus Platorius Nepos Aponius Italicus Manilianus Gaius Licinius Pollio) fue un senador romano que vivió a finales del siglo I y principios del siglo II, y que desarrolló su cursus honorum bajo los imperios de Trajano, y Adriano.

## Biografía
De familia senatorial, de posible origen bético, Platorio Nepote comenzó su carrera como triunviro capital dentro del vigintivirato, para pasar a servir inmediatamente como tribuno laticlavio en la Legio XXII Primigenia en su base de Mogontiacum en Germania Inferior. De vuelta a Roma, fue cuestor candidato, patrocinado por el emperador Trajano y asignado al procónsul de la provincia senatorial Macedonia. REtornado a la urbe, debió ocupar la pretura, porque fue nombrado curador al cuidado de las calzadas Casia, Clodia y Ciminia y nova Traiana y nombrado poco después legado de la Legio I Adiutrix con campamento en Brigetio en Panonia, con la cual pudo participar en la segunda guerra Dácica.
Sin solución de continuidad, Trajano lo nombró gobernador de Tracia y después de Germania Inferior. Fallecido ya este emperador, Adriano lo designó como consul suffectus en el año 119, el mismo año en que Adriano ejercía su tercer consulado ordinario. Se convirtió en uno de los principales favoritos del emperador Adriano.
Cuando Adriano visitó Gran Bretaña acompañando a la Legio VI Victrix, movilizada como reemplazo de la Legio IX Hispana, diezmada en una reciente rebelión de los brigantes. Platorio Nepote lo acompañaba. Adriano tomó diversas medidas tendientes a la reorganización militar de la provincia, incluyendo la construcción de un muro en la frontera norte. Su última medida fue reemplazar al gobernador Quinto Pompeyo Falcón y poner en su lugar a su amigo.
Platorio Nepote se hizo cargo del gobierno de la provincia en el año 122. Su mandato estuvo abocado a la construcción del muro, pero los costes superaron con creces las previsiones, lo que junto a las murmuraciones en Roma en su contra y, en general, en contra de todos los favoritos del emperador, a quien se pretendía aislar, terminó por predisponer en su contra a Adriano, quien lo reemplazó en el año 125. La enemistad del emperador contra su antiguo favorito llegó al punto de que intentando visitar a Adriano, ya enfermo, éste se negó a recibirlo.
Se conserva una inscripción en la que resume el curriculum vitae de Nepote:
"Aulus Platorius Nepos Aponius Italicus Manilianus, hijo de Aulus, Cónsul, Augur, Propretor Legado en la provincia de Bretaña, Propretor Legado en la provincia de Germania Inferior, Propretor Legado en la provincia de Tracia, Legado de la Legio I Adiutrix, Cuestor en la provincia de Macedonia, curator viarum de las vías Cassia, Clodia, Aemilia y Trajana, candidato del divino emperador Trajano, tribuno de la Legio XXII Primigenia, fiel y verdadero, Pretor, Tribuno de la plebe, Triumvir Capitalis; la ciudad de Aquilea a su patrono por decreto de los decuriones"
También fue miembro del colegio sacerdotal de los augures.